# Chroniques originelles

Les Chroniques originelles est une série de bande dessinée de science-fiction.
- Scénario : Jaq
- Dessins : Marc Bati
- Couleurs : Claudine Pinet

## Albums
- Tome 1 : Les Écoles d'Arsamia (1997)

## Publication

### Éditeurs
- Soleil Productions : Tome 1 (première édition du tome 1).